# Donkey Kong Classics
Donkey Kong Classics is een videospel voor het platform Nintendo Entertainment System. Het spel werd uitgebracht in 1988. Het bevat de 2 spellen Donkey Kong en Donkey Kong Junior. Het is een compilatie van de twee spellen en dus ook een port. Het enige verschil is dat deze port geen cutscenes heeft zoals het originele en dat ook screen 2, 50 m, ontbreekt in Donkey Kong.

## Ontvangst
| Beoordeeld door       | Jaar | Score |
| --------------------- | ---- | ----- |
| The Video Game Critic | 2004 | 100%  |
| Game Freaks 365       | 2005 | 81%   |
| Nintendojo            | 1996 | 61%   |